# 월간 소년 라이벌
《월간 소년 라이벌》(月刊少年ライバル 겟칸 쇼넨 라이바루[*])은 고단샤가 발행하는 소년 만화 잡지이다.
2008년도에 《코믹 봉봉》의 발행을 중단하면서 만들어진 잡지로 「새로운 시대의 왕도를 만들어 나가는 잡지」를 표방하고 있다. 잡지 이름의 유래를 살펴보자면 〔소년의 성장에 라이벌의 존재는 필요하며 주인공과 라이벌의 대결 구도는 바로 소년 만화의 왕도〕라는 신념에서 출발한 것으로 되어 있다.
창간호부터 신인의 우수한 작품을 선보이고 있으며 수시로 신인 투고 작품을 게시하고 연재 작품으로 선정하기도 한다.

## 잡지 소개
창간호 1000 페이지 이상, 창간 2 호에서 900 페이지 이상과 두꺼운 지면이 두드러지는 특징이 되고 있다. 더구나 창간을 발표한 당시부터 수시 반입 및 게시물의 작품을 모집하고 창간호부터 신인의 우수 작품을 게재하고 있다.
신인 투고 작품이 창간호부터 연재 작품으로 향했던 경우도 있다. 연재 작품의 단행본은 라이벌 KC 레이블에서 발행된다. 다만 2014년 6월 4일부터 휴간되는 것이 결정되었다.

## 연재 만화
| 작품 타이틀                                                                                   | 작화 담당          | 원안 · 감수                          | 연재 시작호 | 변동 사항 |
| --------------------------------------------------------------------------------------------- | ------------------ | ------------------------------------ | ----------- | --------- |
| 지금 바로 클릭!（いますぐクリック!）                                                          | 永吉たける         | －                                   | 2008.05     | 連載完了  |
| 동생은 포수고, 나는야 타자고!（弟キャッチャー俺ピッチャーで!）                                | 兎中信志           | －                                   | 2008.05     | 連載中    |
| Holy Talker（ホーリートーカー）                                                               | 綾峰欄人           | －                                   | 2008.05     | 休載中    |
| 정말 있었다! 영매 선생（ほんとにあった!霊媒先生）                                             | 松本ひで吉         | －                                   | 2008.05     | 連載中    |
| Magico（MAGiCO）                                                                              | 佐久間力           | －                                   | 2008.09     | 連載中    |
| 내일의 파밀리아（あしたのファミリア）                                                         | 樋口彰彦           | －                                   | 2010.01     | 連載中    |
| Hell's Kitchen（ヘルズキッチン）                                                              | 天道グミ（漫画）   | 西村ミツル（원작）                   | 2010.03     | 連載中    |
| 사무라이 라갓츠~이 - 센고쿠소년 서방견문록 - （サムライ・ラガッツィ -戦国少年西方見聞録-）    | 金田達也           | －                                   | 2010.08     | 連載中    |
| 어째서 토도인 마사야 16세는 여친이 될 수 없었는가?（なぜ東堂院聖也16歳は彼女が出来ないのか?） | 茂木完田（漫画）   | 内乃秋也（원작）                     | 2011.06     | 連載中    |
| 아포칼립스의 요새（アポカリプスの砦）                                                         | イナベカズ（漫画） | 蔵石ユウ（원작）                     | 2011.10     | 連載中    |
| 그녀의 플래그가 꺾이면（彼女がフラグをおられたら）                                            | 凪庵（漫画）       | 竹井10日（원작）CUTEG（캐릭터 원안） | 2011.12     | 連載中    |

## 발행 부수
| #      | 1〜3월    | 4〜6월    | 7〜9월     | 10〜12월  |
| ------ | --------- | --------- | ---------- | --------- |
| 2009년 |           |           | 100,000 部 | 96,250 部 |
| 2010년 | 95,000 部 | 90,000 部 | 77,667 部  | 69,750 部 |
| 2011년 | 64,000 部 | 58,667 部 | 52,000 部  | 52,000 部 |
| 2012년 | 50,500 部 | 50,167 部 | 49,500 部  | 49,125 部 |
| 2013년 | 49,000 部 | 48,500 部 | 48,000 部  | 38,100 部 |

## 라이벌 KC
라이벌 KC 또는 라이벌 코믹스는 「월간 소년 라이벌」에 게재된 작품을 수록하는 코단샤의 만화 단행본 라벨이다. 일련 번호로 RKCxxxx가 매겨지며, xxxx 부분은 ISBN 검사 손가락 1 자리를 제거한 후 아래 4 자리와 동일한 숫자가 있다.
창간시의 라인업은 「몬스터 헌터 오라쥬」(감수 : 마시마 히로, 협력 : 캡콤) · 「블레이저 드라이브」(키시모토 세이시) · 「엠마」(원작 : 츠치야 케이, 만화 : 노모야 마사키) · 「동생은 포수고 나는야 투수로!」(토나카 신지 · 「명탐정 파시리 군!」(원작 : 히나마츠리 와인, 만화 : 우미 타마코) 각 1 권으로 구성된 총 5 권.

## 관련 잡지
| 고단샤(강담사) - 주간 소년 매거진 - 월간 소년 매거진 - 매거진 SPECIAL | 쇼가쿠칸(소학관) - 주간 소년 SUNDAY - 월간 코로코로 코믹 - 별책 코로코로 코믹 |